# Česká parazitologická společnost
Česká parazitologická společnost (ČPS) je zapsaný spolek sdružující odborníky v oboru parazitologie. Zahrnuje jak vědecké pracovníky z univerzit a Akademie věd České republiky, tak odborníky z klinické a diagnostické praxe. 
ČPS zprostředkovává výměnu zkušeností a zvyšování odborné úrovně členů spolku a zastupuje českou parazitologii v Evropské federaci parazitologů a Světové federaci parazitologů. ČPS byla založena v červnu 1993 a navazuje na tradici Československé parazitologické společnosti. 
V roce 2021 měla 144 členů.